# Carácuaro de Morelos
Carácuaro de Morelos es una localidad al sureste del estado mexicano de Michoacán, cabecera del municipio de Carácuaro. Se encuentra a una distancia de 135 km de la capital del estado.

## Toponimia
La palabra «Carácuaro» proviene del vocablo chichimeca carakua, que se interpreta como ‘lugar de cuesta’ o ‘lugar en la cuesta’. El complemento «de Morelos» recuerda a José María Morelos y Pavón, destacado militar insurgente durante la Guerra de Independencia.

## Historia
Los orígenes de Carácuaro se remontan a la época precolombina como una pequeña aldea chichimeca de la cual no existe mucha información. Tampoco existe registro que la población purépecha haya dominado este poblado. Sin embargo, se sabe que en tiempos del rey Tariácuri, se designó a Tangáxoan como Señor de la Región Sur o Región de la Negrura y existe la posibilidad que él hubiera fundado Carácuaro.
A la llegada de los españoles esta villa formó parte de la encomienda de Cuitzeo y en 1581 recibió la imagen Cristo Crucificado, que originalmente fray Juan Bautista de Moya había regalado a un pueblo del Estado de México, pero fue rechazado. Con el tiempo el Cristo Negro ganó fama por cumplir «milagros» y con el tiempo se ha venerado como un santo, conociéndosele como «El Señor de Carácuaro».

## Demografía
Cuenta con 4149 habitantes, lo que representa un incremento promedio de 1.3 % anual en el período 2010-2020 sobre la base de los 3653 habitantes registrados en el censo anterior. Ocupa una superficie de 2.418 km², lo que determina al año 2020 una densidad de 1716 hab/km². Es por su población la 123° localidad más poblada de Michoacán.
En el año 2010 estaba clasificada como una localidad de grado alto de vulnerabilidad social.
La población de Carácuaro de Morelos está mayoritariamente alfabetizada (8.10 % de personas analfabetas al año 2020) con un grado de escolarización superior a los 7.5 años. Solo el 0.29 % de la población se reconoce como indígena.

### Población de Carácuaro de Morelos 1900-2020[7]
| Gráfica de evolución demográfica de Carácuaro de Morelos entre 1900 y 2020                        |
|                                                                                                   |
| Población de los censos del Instituto Nacional de Estadística y Geografía (INEGI) de 1900 a 2020. |

## Monumentos históricos
Por su valor arquitectónico o histórico, en la localidad están preservados:
- Parroquia de San Agustín en Carácuaro.
- Casa parroquial donde se llegó a suponer que habitó José María Morelos. Funciona un museo.
- Puente sobre el río Carácuaro.